# Mitromorpha punctata
Mitromorpha punctata is een slakkensoort uit de familie van de Mitromorphidae. De wetenschappelijke naam van de soort is voor het eerst geldig gepubliceerd in 2009 door Chino & Stahlschmidt.